# Oxidationstillstånd
Oxidationstillståndet eller oxidationsstadiet definieras som summan av positiva och negativa laddningar i en atom. Indirekt visar oxidationstillståndet hur många elektroner atomen har avgett eller fått.
Atomer har oxidationstillståndet noll, vilket betyder att de är elektriskt neutrala. De positivt laddade protonerna i atomkärnan balanserar det negativa elektronmolnet som omger den. Alltså finns det lika många protoner som elektroner. Om en atom avger en elektron har den fler protoner än elektroner och blir en positivt laddad jon. Denna jon har oxidationstillståndet +1. Omvänt, om atomen får en elektron blir atomen en negativt laddad jon, som har oxidationstillståndet −1.
I kemiska namn anges oxidationstillståndet med romerska siffror omgivna av parenteser. Till exempel benämns en järnjon med oxidationstillståndet +3 som Fe(III) och utläses som "järn-tre-jon", där Fe betyder järn.  
I kemiska reaktionsformler skrivs joners oxidationstillstånd med upphöjda tecken efter ämnets kemiska symbol. Till exempel skrivs syre(II) som O2−.